# کارلوس گامنا
کارلوس گامنا (ایتالیایی: Carlos Gamna؛ ‏ ۱۸۶۶ – ۱۹۵۰) پزشک اهل ایتالیا بود که بابت توصیف گره‌های گاندی–گامنا و اجسام گامنا–فاور شناخته می‌شود.